# نادي المقاولون العرب
نادي المقاولون العرب الرياضي المعروف اختصارا باسم المقاولون، هو نادي رياضي مصري مقره مدينة نصر، القاهرة، يملكه عثمان أحمد عثمان وهو مهندس إنشائي ومقاول ورجل أعمال وسياسي مصري. تأسس النادي عام 1973 باعتباره النادي الرياضي الرسمي لشركته الإنشائية الإقليمية البارزة (شركة المقاولون العرب) التي يمكن القول إنها الأكبر في الشرق الأوسط انذلك. اشتهر النادي بفريقه الكروي الذي يلعب حاليًا في الدوري المصري الدرجة الثانية ، وهو أعلى دوري في نظام الدوري المصري لكرة القدم.
قدّم نادي المقاولون أيضاً العديد من النجوم واللاعبين الذين برزوا على الساحة الأفريقية والعالمية وأبرزهم عبد الستار صبري ومحمد صلاح ومحمد النني.
يمتلك نادي المقاولون تاريخاً من الإنجازات الرياضية ومنها التتويج ببطولة أفريقيا للأندية أبطال الكأس 3 مرات أعوام (1982، 1983، 1996)، والفوز بالدوري المصري الممتاز عام 1982–83، وكأس مصر 3 مرات أعوام (1990، 1995، 2004)، وكأس السوبر المصري 2004.

## تاريخ النادي
تم إنشاء النادي عام 1973، وكان المهندس حسين عثمان هو صاحب فكرة إنشاؤه وهو أول رئيس لنادي المقاولون العرب. يشغل النادي مساحة 70 فدان على هضبة عالية بمنطقة الجبل الأخضر بطريق النصر بحي مدينة نصر.

شعار سابق

## أنشطة النادي
النشاط الأكبر هو كرة القدم، ففريق نادي المقاولون العرب في دوري الدرجة الأولى المصري (الدوري الممتاز).
هناك سبعة عشر نشاط آخر، وهم: 

كرة القدم والتجديف والتنس والتايكندو والكارتيه وكرة السلة وكرة اليد والمصارعة والجودو والملاكمة والكرة الطائرة وكرة السرعة والكرة الخماسية والسباحة والشراع والكشافة والفروسية.

## أبرز اللاعبين في تاريخ النادي
لعب في المقاولون العديد من اللاعبين الذين اصبحوا نجوم على الساحة الأفريقية أو العالمية ومنهم:
- كريم عبد الرزاق: الفائز بجائزة أفضل لاعب في أفريقيا عام 1978 وتوج مع منتخب بلاده غانا بكأس الأمم الأفريقية 1978، وكان ضمن تشكيلة المقاولون التي فازت ببطولة أفريقيا لأبطال الكؤوس عام 1982.
- الحارس جوزيف أنطوان بيل: تم اختياره (حارس مرمى القرن العشرين على مستوى قارة أفريقيا) من قبل الاتحاد العالمي لتاريخ وإحصاءات كرة القدم وأفضل حارس في أفريقيا عام 2000 وشارك مع منتخب الكاميرون 3 مرات في كأس العالم وكان الحارس الأساسي بالإضافة إلى دورة الألعاب الأولمبية 1996 في لوس أنجلوس.
- حمدي نوح: أحد أبرز نجوم الكرة المصرية وساهم مع نادي المقاولون في الفوز ببطولة أفريقيا لأبطال الكؤوس عام 1982 والدوري المصري 1982.
- جون أوتاكا: أحد أفضل المهاجمين الأفارقة حيث لعب مع منتخب نيجيريا في كأس العالم مرتين وحصل معهم على وصيف أمم أفريقيا 2002، لعب للمقاولون العرب موسم 97 _98 في سن 16 سنة، ثم انتقل بعدها للإسماعيلى موسم 2000 - 2001، وحصل مع الدراويش على لقب هداف هذا الموسم برصيد 17 هدفا وتوج معهم بلقب الدوري وكأس مصر.
- عبد الستار صبري: فاز مع المقاولون بكأس الكؤوس الأفريقية عام 1996 وتوج مع منتخب مصر بكأس الأمم الأفريقية لكرة القدم 1998، ثم ترك النادي عام 1999 ليبدأ رحلة احتراف في أوروبا.
- سمير كمونة: توج مع نادي المقاولون بكاس مصر عام 1995، ويعد من أبرز اللاعبين المصريين حيث حصل مع منتخب مصر على كأس الأمم الأفريقية 1998 وكأس أفريقيا للشباب 1991.
- محمد صلاح: أنضم لصفوف النادي كناشئ عام 2006 ولعب معهم في الدوري الممتاز موسم 2010 - 2011، ويعد أبرز لاعب مصري حالي والذي فاز بجائزة جائزة أفضل لاعب في أفريقيا مرتين 2017 و 2018 وأفضل لاعب في الدوري الإنجليزي 2018 ولقب هداف الدوري مرتين 2018 و 2019، وهو أول لاعب مصري يفوز بدوري أبطال أوروبا عام 2019 وكأس السوبر الأوروبي وكأس العالم للأندية مع فريقه ليفربول الإنجليزي.
- محمد النني: أنضم لصفوف النادي كناشيء قبل أن ينتقل إلى نادي بازل برفقة صلاح عام 2013، ثم أنتقل إلى نادي أرسنال الإنجليزي وحقق معهم كأس الاتحاد الإنجليزي موسم 2016-17 والدرع الخيرية 2017-18.

## الإنجازات
| الإنجازات                                   | الإنجازات | الإنجازات      | الإنجازات        |
| البطولة                                     | المركز    | عدد مرات الفوز | السنوات (الموسم) |
| ------------------------------------------- | --------- | -------------- | ---------------- |
| كأس الكؤوس الإفريقية                        | البطل     | 3              | 1982، 1983، 1996 |
| الدوري المصري الممتاز                       | البطل     | 1              | 1982—83.         |
| كأس مصر                                     | البطل     | 2              | 2003، 2004       |
| كأس السوبر المصري                           | البطل     | 1              | 2004             |
| كأس السوبر الأفريقي                         | الوصيف    | 1              | 1997.            |
| بطولة الاندية العربية الثانية لأبطال الكؤوس | الوصيف    | 1              | 1991.            |

## قائمة اللاعبين
أخر تحديث 25 أكتوبر 2022

ملاحظة: تشير الأعلام إلى المنتخب الوطني على النحو المحدد في قواعد الأهلية للفيفا. قد يحمل اللاعبون أكثر من جنسية واحدة غير تابعة للفيفا.
| الرقم | البلد | المركز | اللاعب           |
| ----- | ----- | ------ | ---------------- |
| 1     | مصر   | حارس   | محمود أبو السعود |
| 2     | مصر   | مدافع  | أمير عابد        |
| 4     | مصر   | وسط    | أحمد الشيمي      |
| 5     | مصر   | مدافع  | لؤي وائل         |
| 6     | مصر   | مدافع  | عبد الله محمود   |
| 8     | مصر   | وسط    | محمد رزق         |
| 7     | مصر   | وسط    | يوسف الجوهري     |
| 8     | مصر   | مدافع  | فادي نجاح        |
| 9     | مصر   | مهاجم  | محمد سالم        |
| 10    | مصر   | وسط    | عمر فتحي         |
| 12    | مصر   | وسط    | أحمد عفيفي       |
| 12    | مصر   | وسط    | أحمد عادل أباظة  |
| 14    | مصر   | وسط    | عبد الرحمن جبنة  |
| 16    | مصر   | حارس   | حسن محمود شاهين  |
| 17    | مصر   | مهاجم  | فادي فريد        |
| 18    | مصر   | حارس   | أحمد العربي      |

| الرقم | البلد        | المركز | اللاعب             |
| ----- | ------------ | ------ | ------------------ |
| 19    | مصر          | وسط    | محمد مجلي          |
| 20    | مصر          | مدافع  | أحمد علاء الدين    |
| 20    | مصر          | وسط    | محمد محسن ليلة     |
| 21    | بوركينا فاسو | مدافع  | فاروقا نور الدين   |
| 22    | مصر          | وسط    | محمد شوقي غريب     |
| 23    | أوغندا       | مدافع  | جوزيف أوتشايا      |
| 24    | كولومبيا     | وسط    | لويس إدوارد        |
| 27    | موريتانيا    | مهاجم  | مامادو نديوكو نياس |
| 28    | نيجيريا      | مهاجم  | جون أوكلي          |
| 32    | مصر          | مدافع  | محمد هاني حوزين    |
| 32    | مصر          | وسط    | فضل فكري أباظة     |
| 33    | مصر          | وسط    | أحمد أبو عجيلة     |
| 36    | مصر          | مدافع  | أحمد عيد           |
| 36    | مصر          | مدافع  | أحمد الكوهي        |
| 40    | مصر          | وسط    | محمود فهمي         |
|       | تنزانيا      | وسط    | عيسى أبوشي         |

تحت السن

ملاحظة: تشير الأعلام إلى المنتخب الوطني على النحو المحدد في قواعد الأهلية للفيفا. قد يحمل اللاعبون أكثر من جنسية واحدة غير تابعة للفيفا.
| الرقم | البلد | المركز | اللاعب        |
| ----- | ----- | ------ | ------------- |
| 35    | مصر   | وسط    | أحمد فوزي     |
| 37    | مصر   | وسط    | حاتم جميل عوض |
| 38    | مصر   | مهاجم  | عمر فايد      |
| 70    | مصر   | وسط    | أحمد عاطف     |
| 77    | مصر   | وسط    | سيف العجوز    |